# ۱۸۱۰
۱۸۱۰ (میلادی) هزار و هشتصد  و دهمین سال تقویم میلادی است.

## رویدادها
تاسیس شرکت پژو توسط خانواده پژو جهت ساخت آسیاب های قهوه در شهر فرانش کنته

## زادگان
- ۵ فوریه – اله بول، آهنگساز نروژی (د. ۱۸۸۰)
- ۲ مارس – لئون سیزدهم، کشیش کاتولیک ایتالیایی (د. ۱۹۰۳)
- ۲۱ ژوئیه – آنری ویکتور رگنولت، فیزیک‌دان، شیمی‌دان، و مهندس فرانسوی (د. ۱۸۷۸)
- ۲۹ سپتامبر – الیزابت گاسکل، نویسنده بریتانیایی (د. ۱۸۶۵)

## درگذشتگان
- ۲۳ ژانویه – یوهان ویلهلم ریتر، فیزیک‌دان آلمانی (ز. ۱۷۷۶)
- ۲۴ فوریه – هنری کاوندیش، شیمی‌دان بریتانیایی (ز. ۱۷۳۱)